# Oxychilus draparnaudi
Oxychilus draparnaudi е вид коремоного от семейство Oxychilidae.